# 那狄
那狄（1918年—2010年2月13日），曾用名那迭云、那逖，男，满族，直隶（今河北）易县人，中华人民共和国政治人物、美术家，曾任中国美术家协会理事。